# Сенцово (Калінінградська область)
Сенцово (рос. Сенцово) — селище Черняховського району, Калінінградської області Росії. Входить до складу Свободненського сільського поселення.
Населення —  74 особи (2015 рік). 

## Населення
| 2002 | 2010 |
| ---- | ---- |
| 131  | ↘74  |